# Haroldo Dilla Alfonso
Haroldo Dilla Alfonso és un doctor en Sociologia Urbana. Va ser director d'Estudis Llatinoamericans i caribenys del Centro de Estudios sobre América a l'Havana. Entre el 2000 i el 2005 va ser coordinador general d'investigacions de FLACSO i actualment és coordinador del Grupo de Estudios Multidisciplinarios Ciudades y Fronteras. Ha coordinat i publicat més d'una desena de llibres, entre els quals cal esmentar Participación y desarrollo en los municipios cubanos (l'Havana, 1993); Alternativas de izquierda al neoliberalismo (Madrid, 1997); Frontera en Transición (Santo Domingo, 2007), i Ciudades Fragmentadas (Santo Domingo, 2007). Ha estat professor i investigador visitant en diverses universitats a l'Amèrica Llatina, Europa, el Canadà i els Estats Units, i consultor de diverses agències internacionals de desenvolupament.